# برأفتاب زيزي (لوداب)
برأفتاب زیزي (بالفارسية: برآفتآب زیزی) هي قرية تقع في إيران في قسم لوداب الريفي.